# Pallavolo Hermaea 2023-2024
Questa voce raccoglie le informazioni riguardanti la Pallavolo Hermaea nelle competizioni ufficiali della stagione 2023-2024.

## Stagione
Nella stagione 2023-24 la Pallavolo Hermaea assume la denominazione sponsorizzata di Volley Hermaea Olbia.
Partecipa per la decima volta consecutiva al campionato di Serie A2 terminando il girone B della regular season al nono posto in classifica; nella pool salvezza giunge al quarto posto, conquistando la permanenza in Serie A2.
Il sesto posto in classifica al termine del girone di andata, non gli garantisce l'accesso alla Coppa Italia di Serie A2.

## Organigramma societario
Area direttiva
- Presidente: Piergiorgio Marcelli
- Direttore sportivo: Jenny Barazza
- Direttore tecnico: Michelangelo Anile
- Team manager: Aldo Decortes

Area tecnica
- Allenatore: Dino Guadalupi
- Allenatore in seconda: Stefano Cinelli
- Scoutman: Antonio D'Ambrosio

Area comunicazione
- Addetto stampa: Roberto Rubiu
- Relazioni esterne: Luisa Cardinale
- Fotografo: Santino Carta Deiana, Luigi Fiori
- Speaker: Vanni Montesu

Area marketing
- Responsabile marketing: Cecilia Sarti

Area sanitaria
- Preparatore atletico: Stefano Cinelli

## Rosa
| N° | Nome             | Ruolo | Data di nascita   | Nazionalità sportiva |
| -- | ---------------- | ----- | ----------------- | -------------------- |
| 1  | Francesca Parise | S     | 12 gennaio 2001   | Italia               |
| 10 | Vittoria Belotti | C     | 11 settembre 2002 | Italia               |
| 2  | Bianca Orlandi   | S     | 26 aprile 2003    | Italia               |
| 3  | Virginia Adriano | O     | 22 luglio 2004    | Italia               |
| 5  | Letizia Anello   | C     | 5 aprile 2002     | Italia               |
| 6  | Islam Gannar     | C     | 3 luglio 2004     | Italia               |
| 7  | Sophie Blasi     | L     | 16 dicembre 2002  | Italia               |
| 9  | Rosita Civetta   | P     | 21 febbraio 2003  | Italia               |
| 10 | Laura Partenio   | S     | 29 dicembre 1991  | Italia               |
| 11 | Sara Fontemaggi  | S     | 6 dicembre 2002   | Italia               |
| 15 | Yūka Imamura     | S     | 2 settembre 1993  | Giappone             |
| 16 | Melissa Marku    | C     | 18 agosto 2004    | Italia               |
| 17 | Dana Schmit      | P     | 20 luglio 1997    | Austria              |

## Mercato
| Acquisti | Acquisti         | Acquisti             | Acquisti   |
| R.       | Nome             | da                   | Modalità   |
| -------- | ---------------- | -------------------- | ---------- |
| O        | Virginia Adriano | Club Italia          | definitivo |
| C        | Letizia Anello   | Offanengo            | definitivo |
| C        | Vittoria Belotti | Grotte di Castellana | definitivo |
| L        | Sophie Blasi     | Millenium Brescia    | definitivo |
| P        | Rosita Civetta   | Spakka               | definitivo |
| S        | Yūka Imamura     | Hisamitsu Springs    | definitivo |
| C        | Melissa Marku    | Teodora Giovanile    | definitivo |
| S        | Bianca Orlandi   | Millenium Brescia    | definitivo |
| S        | Francesca Parise | Club Cesena          | definitivo |
| S        | Laura Partenio   | Bergamo 1991         | definitivo |
| P        | Dana Schmit      | Mulhouse             | definitivo |

| Cessioni | Cessioni            | Cessioni              | Cessioni   |
| R.       | Nome                | a                     | Modalità   |
| -------- | ------------------- | --------------------- | ---------- |
| L        | Alice Barbagallo    | Lecco Picco           | definitivo |
| C        | Vittoria Belotti    | Crotone               | definitivo |
| P        | Francesca Bresciani | Futura Giovani        | definitivo |
| P        | Ulrike Bridi        | Offanengo             | definitivo |
| S        | Daniela Bulaich     | Alba                  | definitivo |
| C        | Astou Diagne        | Nottolini Capannori   | definitivo |
| O        | Glenda Messaggi     | Wealth Planet Perugia | definitivo |
| S        | Kristiine Miilen    | Vandœuvre Nancy       | definitivo |
| S        | Francesca Parise    | Offanengo             | definitivo |
| O        | Charlotte Schirò    | Capo d'Orso Palau     | definitivo |
| C        | Sara Tajè           | Offanengo             | definitivo |

## Risultati

### Serie A2

#### Girone di andata
| 1ª Giornata - 8 ottobre 2023 Geopalace, Olbia                                   | Hermaea              | 2 - 3 | Mondovì             | 25-23, 19-25, 25-18, 18-25, 7-15  |
| 2ª Giornata - 15 ottobre 2023 Palazzetto dello Sport, San Giovanni in Marignano | Adolfo Consolini     | 3 - 0 | Hermaea             | 25-9, 25-16, 25-22                |
| 3ª Giornata - 22 ottobre 2023 Geopalace, Olbia                                  | Hermaea              | 0 - 3 | Esperia             | 23-25, 20-25, 22-25               |
| 4ª Giornata - 29 ottobre 2023 Pala CBL, Costa Volpino                           | Vallecamonica Sebino | 3 - 0 | Hermaea             | 25-20, 25-23, 25-15               |
| 5ª Giornata - 1º novembre 2023 Geopalace, Olbia                                 | Hermaea              | 3 - 1 | Offanengo           | 25-18, 25-23, 22-25, 25-14        |
| 6ª Giornata - 5 novembre 2023 PalaBione, Lecco                                  | Lecco Picco          | 3 - 2 | Hermaea             | 25-22, 21-25, 23-25, 25-19, 17-15 |
| 7ª Giornata - 12 novembre 2023 Geopalace, Olbia                                 | Hermaea              | 3 - 2 | Melendugno          | 32-30, 21-25, 19-25, 25-18, 15-13 |
| 8ª Giornata - 18 novembre 2023 Geopalace, Olbia                                 | Hermaea              | 3 - 1 | Montecchio Maggiore | 27-29, 25-17, 25-22, 25-23        |
| 9ª Giornata - 22 novembre 2023 PalaFontescodella, Macerata                      | Helvia Recina        | 3 - 0 | Hermaea             | 25-16, 25-21, 25-13               |

#### Girone di ritorno
| 10ª Giornata - 26 novembre 2023 PalaManera, Mondovì         | Mondovì             | 3 - 0 | Hermaea              | 25-15, 25-15, 25-13               |
| 11ª Giornata - 3 dicembre 2023 Geopalace, Olbia             | Hermaea             | 1 - 3 | Adolfo Consolini     | 13-25, 25-22, 17-25, 23-25        |
| 12ª Giornata - 9 dicembre 2023 PalaRadi, Cremona            | Esperia             | 3 - 1 | Hermaea              | 25-14, 20-25, 25-18, 25-12        |
| 13ª Giornata - 17 dicembre 2023 Geopalace, Olbia            | Hermaea             | 2 - 3 | Vallecamonica Sebino | 25-20, 25-23, 21-25, 22-25, 12-15 |
| 14ª Giornata - 23 dicembre 2023 PalaCoim, Offanengo         | Offanengo           | 3 - 1 | Hermaea              | 25-16, 17-25, 25-14, 25-17        |
| 15ª Giornata - 28 dicembre 2023 Geopalace, Olbia            | Hermaea             | 2 - 3 | Lecco Picco          | 25-23, 19-25, 25-22, 25-27, 13-15 |
| 16ª Giornata - 7 gennaio 2024 Palasport Da Copertino, Lecce | Melendugno          | 3 - 0 | Hermaea              | 25-10, 25-20, 25-18               |
| 17ª Giornata - 14 gennaio 2024 PalaFerroli, San Bonifacio   | Montecchio Maggiore | 0 - 3 | Hermaea              | 23-25, 21-25, 19-25               |
| 18ª Giornata - 21 gennaio 2024 Geopalace, Olbia             | Hermaea             | 1 - 3 | Helvia Recina        | 25-23, 23-25, 15-25, 16-25        |

#### Pool salvezza
| 1ª Giornata - 27 gennaio 2024 PalaGeorge, Montichiari         | Millenium Brescia   | 3 - 1 | Hermaea             | 21-25, 25-19, 25-11, 25-21        |
| 2ª Giornata - 4 febbraio 2024 Geopalace, Olbia                | Hermaea             | 2 - 3 | Soverato            | 25-27, 25-23, 23-25, 29-27, 13-15 |
| 3ª Giornata - 11 febbraio 2024 PalaRoma, Montesilvano         | Beach World Pescara | 0 - 3 | Hermaea             | 16-25, 22-25, 17-25               |
| 4ª Giornata - 25 febbraio 2024 Geopalace, Olbia               | Hermaea             | 3 - 0 | Fratte              | 25-18, 25-17, 25-18               |
| 5ª Giornata - 3 marzo 2024 PalaMarani, Budrio                 | Bologna             | 1 - 3 | Hermaea             | 21-25, 23-25, 25-23, 18-25        |
| 6ª Giornata - 10 marzo 2024 Geopalace, Olbia                  | Hermaea             | 1 - 3 | Millenium Brescia   | 12-25, 18-25, 25-15, 19-25        |
| 7ª Giornata - 17 marzo 2024 PalaScoppa, Soverato              | Soverato            | 2 - 3 | Hermaea             | 23-25, 25-23, 25-20, 13-25, 7-15  |
| 8ª Giornata - 24 marzo 2024 Geopalace, Olbia                  | Hermaea             | 3 - 0 | Beach World Pescara | 25-12, 25-9, 25-13                |
| 9ª Giornata - 30 marzo 2024 Palazzo dello Sport, Trebaseleghe | Fratte              | 1 - 3 | Hermaea             | 18-25, 25-21, 19-25, 14-25        |
| 10ª Giornata - 7 aprile 2024 Geopalace, Olbia                 | Hermaea             | 3 - 0 | Bologna             | 25-15, 25-7, 25-17                |

## Statistiche

### Statistiche di squadra
| Competizione | Punti | In casa | In casa | In casa | In trasferta | In trasferta | In trasferta | Totale | Totale | Totale |
| Competizione | Punti | G       | V       | P       | G            | V            | P            | G      | V      | P      |
| ------------ | ----- | ------- | ------- | ------- | ------------ | ------------ | ------------ | ------ | ------ | ------ |
| Serie A2     | 21/15 | 14      | 6       | 8       | 14           | 5            | 9            | 28     | 11     | 17     |
| Totale       | -     | 14      | 6       | 8       | 14           | 5            | 9            | 28     | 11     | 17     |

G = partite giocate; V = partite vinte; P = partite perse 

### Statistiche dei giocatori
| Giocatore     | Serie A2 | Serie A2 | Serie A2 | Serie A2 | Serie A2 | Totale | Totale | Totale | Totale | Totale |
| Giocatore     | P        | PT       | AV       | MV       | BV       | P      | PT     | AV     | MV     | BV     |
| ------------- | -------- | -------- | -------- | -------- | -------- | ------ | ------ | ------ | ------ | ------ |
| V. Adriano    | 26       | 446      | 395      | 24       | 27       | 26     | 446    | 395    | 24     | 27     |
| L. Anello     | 20       | 71       | 51       | 16       | 4        | 20     | 71     | 51     | 16     | 4      |
| V. Belotti    | 0        | 0        | 0        | 0        | 0        | 0      | 0      | 0      | 0      | 0      |
| S. Blasi      | 28       | 0        | 0        | 0        | 0        | 28     | 0      | 0      | 0      | 0      |
| R. Civetta    | 13       | 6        | 0        | 2        | 4        | 13     | 6      | 0      | 2      | 4      |
| S. Fontemaggi | 26       | 155      | 134      | 10       | 11       | 26     | 155    | 134    | 10     | 11     |
| I. Gannar     | 28       | 305      | 208      | 76       | 21       | 28     | 305    | 208    | 76     | 21     |
| Y. Imamura    | 22       | 142      | 134      | 6        | 2        | 22     | 142    | 134    | 6      | 2      |
| M. Marku      | 24       | 55       | 26       | 20       | 9        | 24     | 55     | 26     | 20     | 9      |
| B. Orlandi    | 27       | 246      | 230      | 8        | 8        | 27     | 246    | 230    | 8      | 8      |
| F. Parise     | 14       | 11       | 7        | 0        | 4        | 14     | 11     | 7      | 0      | 4      |
| L. Partenio   | 18       | 197      | 176      | 17       | 4        | 18     | 197    | 176    | 17     | 4      |
| D. Schmit     | 28       | 33       | 15       | 6        | 12       | 28     | 33     | 15     | 6      | 12     |

P = presenze; PT = punti totali; AV = attacchi vincenti; MV = muri vincenti; BV = battute vincenti